# قشلاق ملا نقي أقام أوغلان (مقاطعة بيله سوار)
قشلاق ملا نقي أقام أوغلان (بالفارسية: قشلاق ملانقی اقام اوغلان) هي منطقة سكنية تقع في إيران في أردبيل. يقدر عدد سكانها بـ 57 نسمة .